# Kulturåret 1768

## Händelser
- Kungliga Konstakademien i Bryssel grundades.

## Nya verk
- Alexander Roslin – Damen med slöjan.
- En sentimental resa genom Frankrike och Italien, Laurence Sterne (svensk översättning 1790–1791)

## Födda
- 20 juli – Praskovja Kovaljova-Zjemtjugova (död 1803), rysk sopran
- 27 juli – Joseph Anton Koch (död 1839), österrikisk målare.
- 4 september – François-René de Chateaubriand (död 1848), fransk politiker och författare.
- 4 november – Johan Erik Bolinder (död 1808), svensk konstnär.
- 22 november –  Ephraim Ståhl (död 1820), svensk stolmakare.
- 25 november – Charles Meynier (död 1832), fransk målare.
- okänt datum –  Lovisa Charlotta Malm-Reuterholm (död 1845), finlandsk-svensk konstnär.

## Avlidna
- 19 april – Canaletto (född 1697), italiensk målare.
- 29 april – Filippo della Valle (född 1698), italiensk skulptör.